# CloudCERT
El proyecto CloudCERT, lanzado a principios del año 2012, con una duración estimada de 2 años, finalizó en diciembre del año 2013. El proyecto ha sido cofinanciado por la Unión Europea (UE) a través del programa específico denominado "Prevención, preparación y gestión de las consecuencias del  terrorismo y otros riesgos relacionados con la seguridad", que se encuentra ubicado dentro del programa general "Seguridad y defensa de las libertades". Este programa específico se desarrolla a través de programas de trabajo anuales. El proyecto CloudCERT es la respuesta a una de las convocatorias de propuestas emitidas por la UE en 2010.
Su principal objetivo es desarrollar una solución tecnológica para el intercambio de información relacionada con la protección de infraestructuras críticas.

## Contexto
El Consejo Europeo solicitó en 2004 el desarrollo de un programa europeo para la protección de infraestructuras críticas para contrarrestar las posibles vulnerabilidades que suponen un riesgo para las infraestructuras.
Desde ese momento se lleva a cabo la organización de seminarios, la publicación de un Libro Verde, discusiones con las partes interesadas, públicas y privadas y la financiación de un proyecto piloto.
El 12 de febrero de 2007 fue aprobado el Programa de la UE sobre "Prevención, preparación y gestión de las consecuencias del  terrorismo y otros riesgos relacionados con la seguridad" [COM (2005) 124].
La Directiva 2008/114/CE del Consejo, de 8 de diciembre de 2008, establece un procedimiento para la identificación y designación de infraestructuras críticas europeas (ICE), proporcionando al mismo tiempo, un enfoque común para la evaluación de estas infraestructuras.
El 30 de marzo de 2009, la Comisión adopta la Comunicación sobre la Protección de Infraestructuras Críticas de Información (PICI) [COM (2009) 149], que detalla los principales retos de las infraestructuras críticas.

## Objetivos
Según el Programa Europeo de Protección de Infraestructuras Críticas (PEPIC), los agentes interesados deben compartir información sobre la seguridad de infraestructuras críticas, así como estudios de  interdependencias y vulnerabilidades relativas a la protección de infraestructuras críticas, sus amenazas y riesgos, garantizando la confidencialidad de la información compartida.
El proyecto CloudCERT desarrolla una plataforma piloto para intercambio de información no clasificada relativa a la protección de infraestructuras críticas y sus aspectos de seguridad. En esta plataforma, los agentes con responsabilidades en el ámbito de la protección de infraestructuras críticas comparten información de seguridad como notas, noticias, avisos de seguridad, vulnerabilidades, buenas prácticas, o cualquier otro tipo de información de interés.

## Coordinador del proyecto
- Instituto Nacional de Ciberseguridad (INCIBE)  Anteriormente conocido como INTECO (Instituto Nacional de Tecnologías de la Comunicación), durante la ejecución del proyecto CloudCERT.

## Cobeneficiarios
- Centro Nacional de Protección de Infraestructuras Críticas (CNPIC)
- Europe for business
- Fondazione Intelligence Culture and Strategic Analysis (ICSA)
- Indra Sistemas
- Instituto Nacional de Ciberseguridad (INCIBE)  Anteriormente conocido como INTECO (Instituto Nacional de Tecnologías de la Comunicación), durante la ejecución del proyecto CloudCERT.
- Zanasi & Partners